# Senad Seferovic
Senad Seferovic (* 15. August 1974 in Hannover) ist ein deutscher Skatspieler und zweifacher Europameister des Skatweltverbandes International Skat Players Association (ISPA).

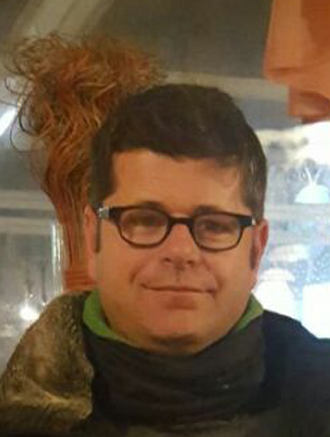
Senad Seferovic 2017 beim Skatturnier in Bad Füssing.

Im Jahre 2011 errang Seferovic seinen ersten internationalen Titel bei der Skat-Europameisterschaft in Sélestat/Frankreich. 2015 konnte er sich in Koblenz/Deutschland erneut durchsetzen.

## Erfolge
Neben den internationalen Erfolgen gewann Seferovic zahlreiche nationale Titel und Turniere:
- 2000: Finaleinzug bei der ersten WM-Teilnahme in Magaluf, Mallorca
- 2001: Finaleinzug bei der ersten EM-Teilnahme in Balatonfüred, Ungarn
- 2005: Sieg bei der ersten Skatolympiade in Altenburg
- 2009–2011: dreimaliger Deutscher ISPA Mannschaftsmeister Forellenasse
- 2012: Sieg beim 9. internationalen Skatfestival in Bad Füssing[3]
- 2014: Sieg bei den Grömitzer Skattagen[4]
- 2016: Sieg beim 13. internationalen Skatfestival in Bad Füssing[5]
- 2017: Sieg beim Skat-Championat Bad Hersfeld[6]

Darüber hinaus ist er amtierender deutscher ISPA-Mannschaftsmeister mit dem Team Euroskat Berlin. Im Deutschen Skatverband DSKV spielt Seferovic in der 1. Bundesliga für den Verein Euroskat Treuchtlingen; 2016 wurde die Mannschaft Vizemeister.

## Sonstiges
Seferovic lebt in Berlin und spielt in seiner Freizeit gerne auch Poker, Schach und Golf.